# Елитни одреди
Елитни одреди је бивша српска хип хоп и R&B група из Београда формирана 2005. године. Групу чине два члана, Реља Поповић познат као „Дрима“ и Владимир Матовић познат као „Вонта“.

## Пут до успеха
Група је основана 2005. године. Група се на почетку звала Улични Песници Кру (UPC), која је била формирана од стране два школска друга, Реље Поповића и Владимира Матовића, у седмом разреду основне школе. Они су променили име групе у Елитни Одреди 2005. године и група добија још два члана, Немању Познановића и продуцента Владана Пауновића. Ha самом почетку чланови ове групе су снимали песме искључиво за себе, а касније и за ширу публику. Први синглови групе су „Ако сте за ракију“, „Биће екстра“, „Сале“ и други. Године 2008. са издавањем јединствене песме „Моја једина“ група је стекла широку популарност широм Србије и других бивших република СФРЈ, где често одржавају концерте. Немања Познановић и Владан Пауновић ускоро напуштају групу.
Први студијски албум издали су под називом „Око света“ 2010. године. Овај албум је такође представљао прелаз од хип хопа до више R&B оријентисане врсте музике. Велики успех постигли су са песмом „Београд“ коју изводе заједно са Ди-џеј Шонетом и Анабелом. Касније су снимили и песму „Ниси с њом“ у дуету са Миом Борисављевић. У лето 2012. године снимили су своју веома успешну песму „Не кочи“. Крајем 2012. изашао је спот песме „Љубави моја“ коју су отпевали заједно са Дадом Полументом. У јесен 2013. године изашао је хит „Запали град“. Крајем исте године објавили су песму "Има много жена и кафана“. Почетком 2014. године одржали су и велику турнеју у Аустралији.

## Биографије чланова
Реља Поповић „Дрима”
Реља Поповић „Дрима“ рођен је 2. августа 1989. у Београду. Песма која га је прославила је „Моја једина“. Поред тога, Реља се посветио и својој соло каријери где је такође направио мноштво хитова као сто су „Затвори очи“ „Ако изгубим те опет“ „Све је кул“ "1 порука 1000 питања“ итд. Радио је са многим реперима из Србије као што су Татула, Цвија, Раста, Дениро, Фрка, Грас, Грубо, Ана Машуловић и многи други. 
Године 2003. је снимио свој први филм, Дремано око, 2009. године снимио је други филм, „Обични људи (Оrdinary People)“, за који је исте године добио награду „Срце Сарајева“ као најбољи млади глумац. Такође је 2011. године глумио у филму „Парада“.
Владимир Матовић „Вонта”
Владимир Матовић „Вонта“ рођен је 2. фебруара 1989. године у Београду. Песма која га је прославила је „Моја једина“ и „улица ме зна“.
Владимир се од четврте године бави сликарством и са својим сликама је обишао свет.

## Синглови
- 2005. Сале
- 2006. Моја једина
- 2006. Не можеш да знаш
- 2008. Клик, клик
- 2009. Да ли, да ли
- 2009. Волела би да ме види
- 2010. Само да си са мном
- 2010. Није ми жао
- 2011. Као кокаин
- 2011. Звезде остају сјајне
- 2011. Београд (дует са Анабелом Буквом и Ди Џеј Шоне)
- 2012. Ниси с њом (дует са Миом Борисављевић и Ди Џеј Силвер и Ди Џеј Маркони)
- 2012. Не кочи
- 2012. Љубави моја (дует са Дадом Полументом)
- 2013. Запали град
- 2013. Има много жена и кафана
- 2014. Алкохола литар (дует са Николијом и Ди Џеј Млађом)
- 2014. Она сија (дует са Ди Џеј Матеом)